# Hypocala deflorata
Hypocala deflorata är en fjärilsart som beskrevs av Fabricius 1794. Hypocala deflorata ingår i släktet Hypocala och familjen nattflyn. Inga underarter finns listade i Catalogue of Life.

## Bildgalleri

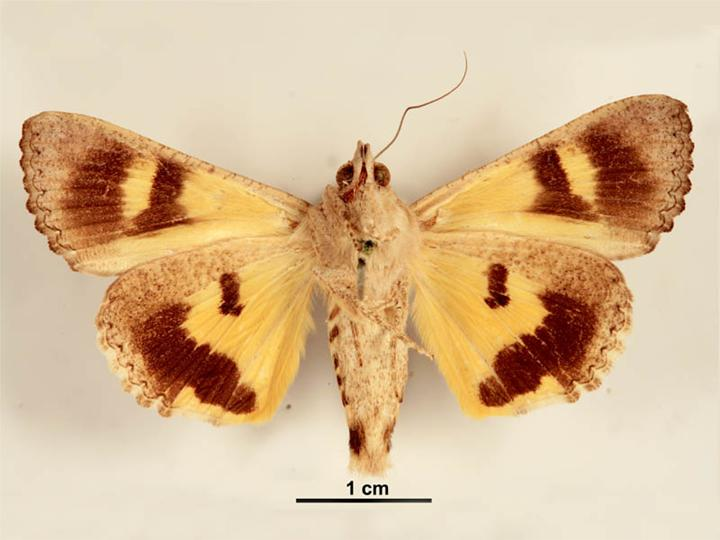
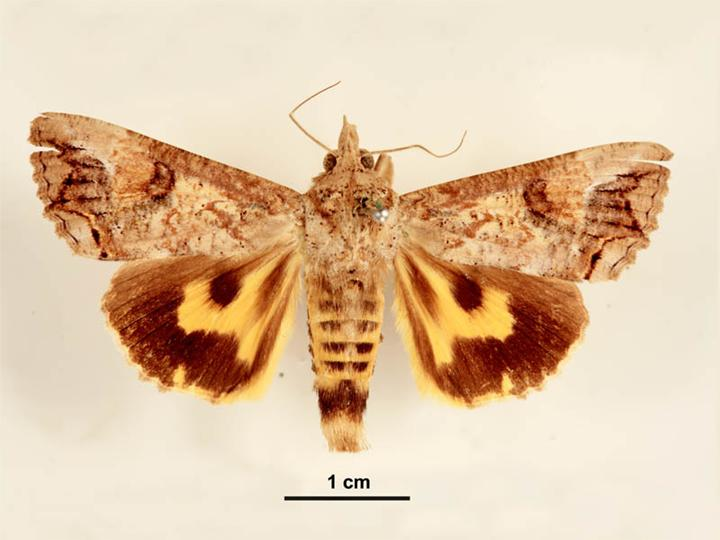
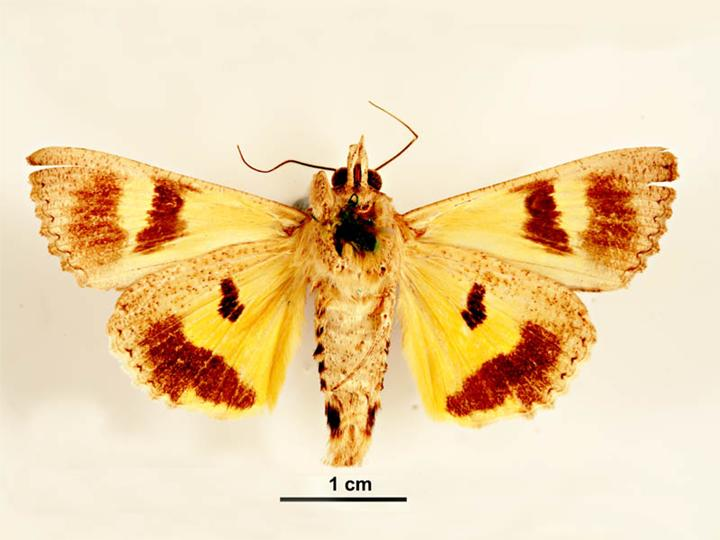